# Knut och Alice Wallenbergs stiftelse

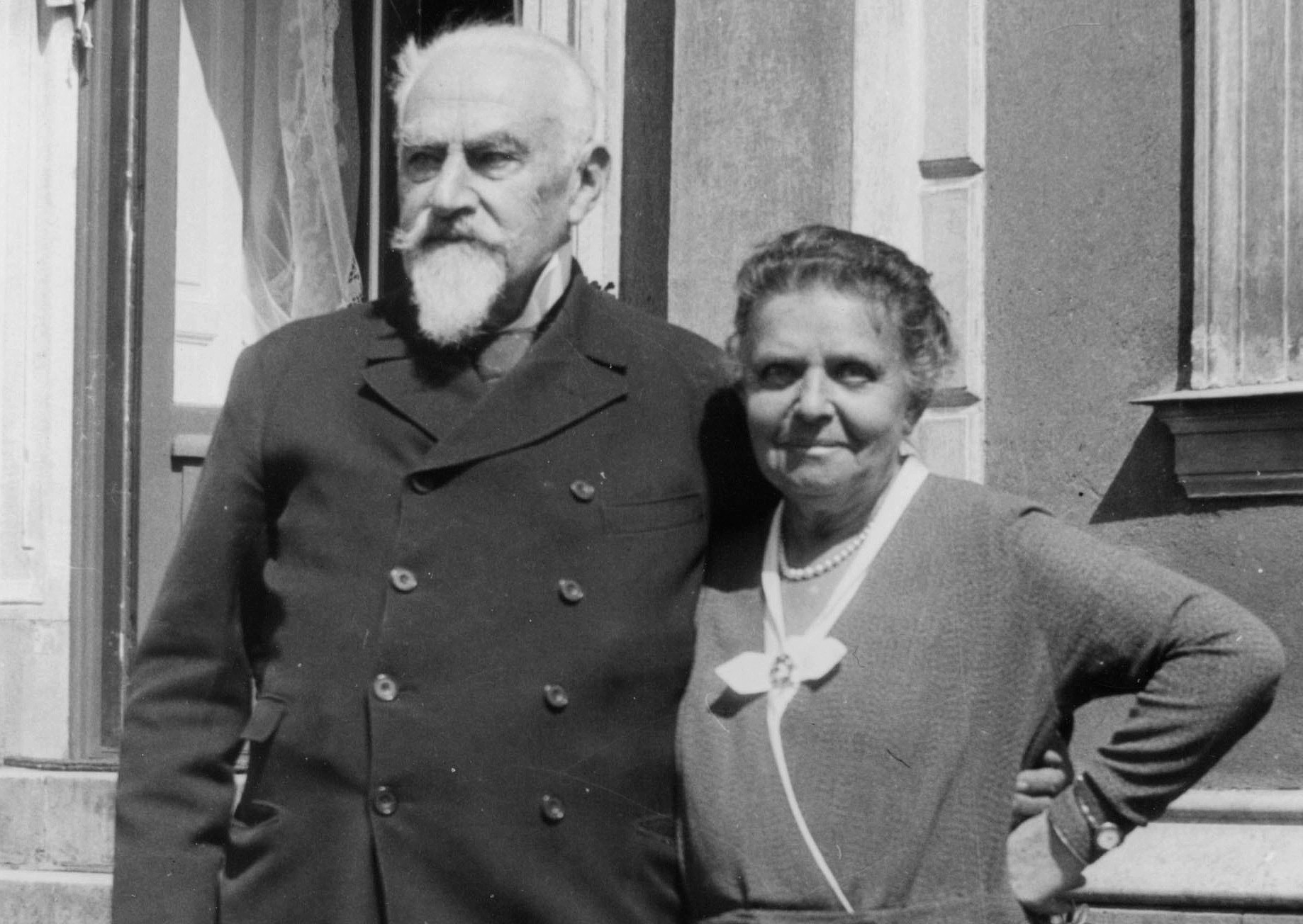
Makarna Knut och Alice Wallenberg grundade 1917 Knut och Alice Wallenbergs stiftelse.

Knut och Alice Wallenbergs Stiftelse (KAW) är en svensk allmännyttig stiftelse som grundades av Knut Agathon Wallenberg och hans maka Alice Wallenberg år 1917. Stiftelsen är huvudsakligen inriktad på att ge stöd till forskning inom naturvetenskap, teknik och medicin, genom långsiktiga anslag till fri grundforskning av högsta internationella klass. 
Knut och Alice Wallenberg var angelägna om att stödja det ”landsgagneliga” något som är till gagn för ett land – det som gör att Sverige kan utvecklas till en forsknings- och utbildningsnation av hög klass.
Knut och Alice Wallenbergs Stiftelse har sedan 1917 delat ut drygt 39 miljarder kronor till excellent svensk forskning och utbildning, varav drygt 10,3 miljarder kronor de senaste fem åren (2024). De senaste årens anslag på närmare 2,4 miljarder kronor per år har inneburit att Stiftelsen placerar sig som en av de största privata forskningsstiftelserna i Europa.

## Anslagskategorier
Anslag beviljas framför allt inom två huvudkategorier: forskningsprojekt och stöd till excellenta forskare genom programmen Wallenberg Scholars och Wallenberg Clinical Scholars för seniora forskare, samt Wallenberg Academy Fellows för yngre forskare. Stiftelsen kan också initiera anslag till strategiska projekt och stipendieprogram. Stiftelsen tillämpar ett omfattande "peer review" förfarande - ansökningarna granskas av sakkunniga innan beslut tas i Stiftelsens styrelse.
- Wallenberg Academy Fellows - grundades 2012 i samarbete med fem kungliga svenska akademier och 16 svenska universitet för att ge unga svenska forskare större ekonomiska möjligheter. Uttagning sker genom nominering av lärosätet och urval efter utlåtande från akademierna med stiftelsen som slutgiltig beslutsfattare. Utnämningen innebär ett femårigt forskningsanslag på över 5 miljoner kronor och även möjlighet att söka förlängningsanslag för fortsatt forskning i ytterligare fem år.  Fram till 2024 har 261 Wallenberg Academy Fellows utsetts[2] För att styra anslagen mot yngre forskare ska forskaren (med vissa undantag) ha disputerat någon gång under de senaste nio åren. Det finns tak för antal nominerade baserat på lärosätenas storlek och nomineringarna ska ha en jämn könsfördelning utan större slagsida än 60 mot 40 %.[3]
- Wallenberg Scholars - grundades för att stödja framgångsrika seniora forskare vid svenska lärosäten. De 16 deltagande universiteten nominerar nya deltagare som får konkurrera om utnämningarna med sittande Wallenberg Scholars. En utnämning resulterar i anslag värda 20 miljoner fördelade över fem år.[4]
- Wallenberg Clical Scholars - målet med programmet är att stärka svensk klinisk forskning genom att identifiera de bästa kliniska forskarna, ge dem goda möjligheter att bedriva sin verksamhet och uppnå genomslag för forskningens resultat, både inom vetenskapen och vården.

År 2024 fanns 121 aktiva Wallenberg Scholars och 24 aktiva Wallenberg Clinical Scholars.
- Forskningprojekt - Sedan 2011, då Knut och Alice Wallenbergs Stiftelse inrättade projektanslagsformen, fram till 2024 har 303 projekt med en sammanlagd budget om 8,3 miljarder kronor beviljats.

## Strategiska satsningar
Stiftelsen har avsatt cirka 14 miljarder kronor i strategiska satsningar främst inom AI, autonoma system och mjukvara, Life Science, kvantteknologi och utveckling av nya hållbara material och tekniker från svensk skogsråvara samt brukande och bevarande av svensk skog inom bland andra forskningsprogrammen: Wallenberg Artificial Intelligence, Autonomous Systems and Software Program, WASP, Wallenberg centrum för molekylär medicin, WCMM, Wallenberg Centre for Quantum Technology, WACQT, Wood Science Center, WWSC, Data-driven Life Science, DDLS, Wallenberg Initiative Material Science for Sustainability, WISE och Wallenberg Initiatives in Forest Research, WIFORCE.

## Wallenbergstiftelserna
Knut och Alice Wallenbergs Stiftelse är den största av de 16 allmännyttiga Stiftelser som grundats och vars kapital donerats av – eller bildats genom insamling till hedrande av – medlemmar i familjen Wallenberg. Stiftelserna går under samlingsnamnet Wallenbergstiftelserna och delar årligen ut cirka 2,9 miljarder kronor.

## Kretsloppet
De tre största stiftelserna – Knut och Alice Wallenbergs Stiftelse, Marianne och Marcus Wallenbergs Stiftelse och Stiftelsen Marcus och Amalia Wallenbergs Minnesfond – äger via ägarbolaget Wallenberg Investments AB gemensamt det onoterade bolaget FAM AB som har fokus på att förvalta och utveckla sina direktägda innehav och att agera som en aktiv ägare med en långsiktig ägarhorisont. Wallenberg Investments AB har även betydande innehav i det noterade bolaget Investor AB, som är en ledande ägare av internationella bolag, varav merparten med svenska rötter.
Det är det aktiva engagemanget i dessa bolag som ligger till grund för familjen Wallenbergs åtaganden, och det är det långsiktiga arbetet med de ingående internationellt verksamma bolagen och deras framgångar som möjliggör för stiftelserna att dela ut drygt 2,9 miljarder kronor per år till svensk forskning och utbildning. Innehavens utdelningar går till forsknings- och utbildningsanslag som avser att stärka Sverige över tid.

## Historik
Under sin levnad byggde Knut och Alice Wallenberg upp en ansenlig förmögenhet och redan före Stiftelsens grundande 1917, hade de via donationer bland annat finansierat olika byggnads- och utvecklingsprojekt i det svenska samhället. Genom bildandet av Stiftelsen ville de organisera stödet. Stiftelsens grundplåt bestod av aktier i SEB och Investor till ett värde av 20 miljoner kronor, 593 miljoner kronor i 2017 års penningvärde. Knut och Alice Wallenberg var angelägna om att stödja det ”landsgagneliga” – det som gör nytta för landet – de ville stödja Sveriges utveckling till en forsknings- och utbildningsnation av hög klass. När makarna Wallenberg skrev stiftelseurkunden för Knut och Alice Wallenbergs Stiftelse den 19 december 1917 angav de att förutom ändamålet för Stiftelsen att tillgodose vetenskapliga syften så skulle den främja handel, skog, industri och andra näringar inom landet. 
Från och med 1928 står det i stadgarnas ändamål att Stiftelsen ska främja vetenskaplig forskning och utbildning av landsgagnelig innebörd. I början av Stiftelsens verksamhet finansierades främst byggnader för att skapa lokaler för forskning och utbildning. Tyngdpunkten förflyttades sedan successivt till att finansiera den avancerade utrustningen som behövdes för forskningen och därefter projekt- och individanslag.